# Sterne naine
Sternula albifrons
Espèce
Synonymes
- Sterna albifrons

Statut de conservation UICN

 LC  : Préoccupation mineure
La Sterne naine (Sternula albifrons) est une espèce d'oiseaux de la famille des Laridae.

## Description

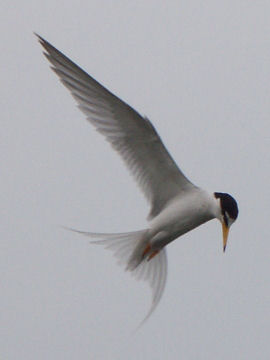
Sternula albifrons ssp. sinensis en vol

C'est une petite sterne reconnaissable à son bec jaune à pointe noire, au front blanc à l'origine de son nom latin (albifrons) et à ses pattes jaunes.

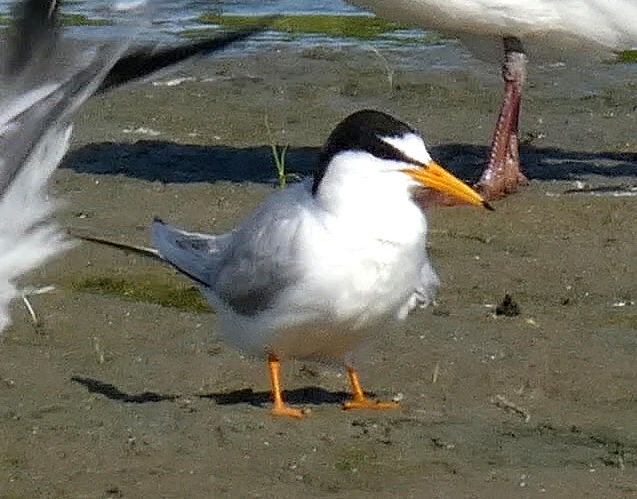
Camargue (France).

## Habitat et répartition
Oiseau côtier des plages de sable et de galets, elle s'aventure parfois à l'intérieur des terres au moment de la migration. Elles nidifient sur les bancs de sable de la Loire en été lors de la décrue qui cause une sécheresse du lit, ou comme en Arménie autour du lac Arpi.

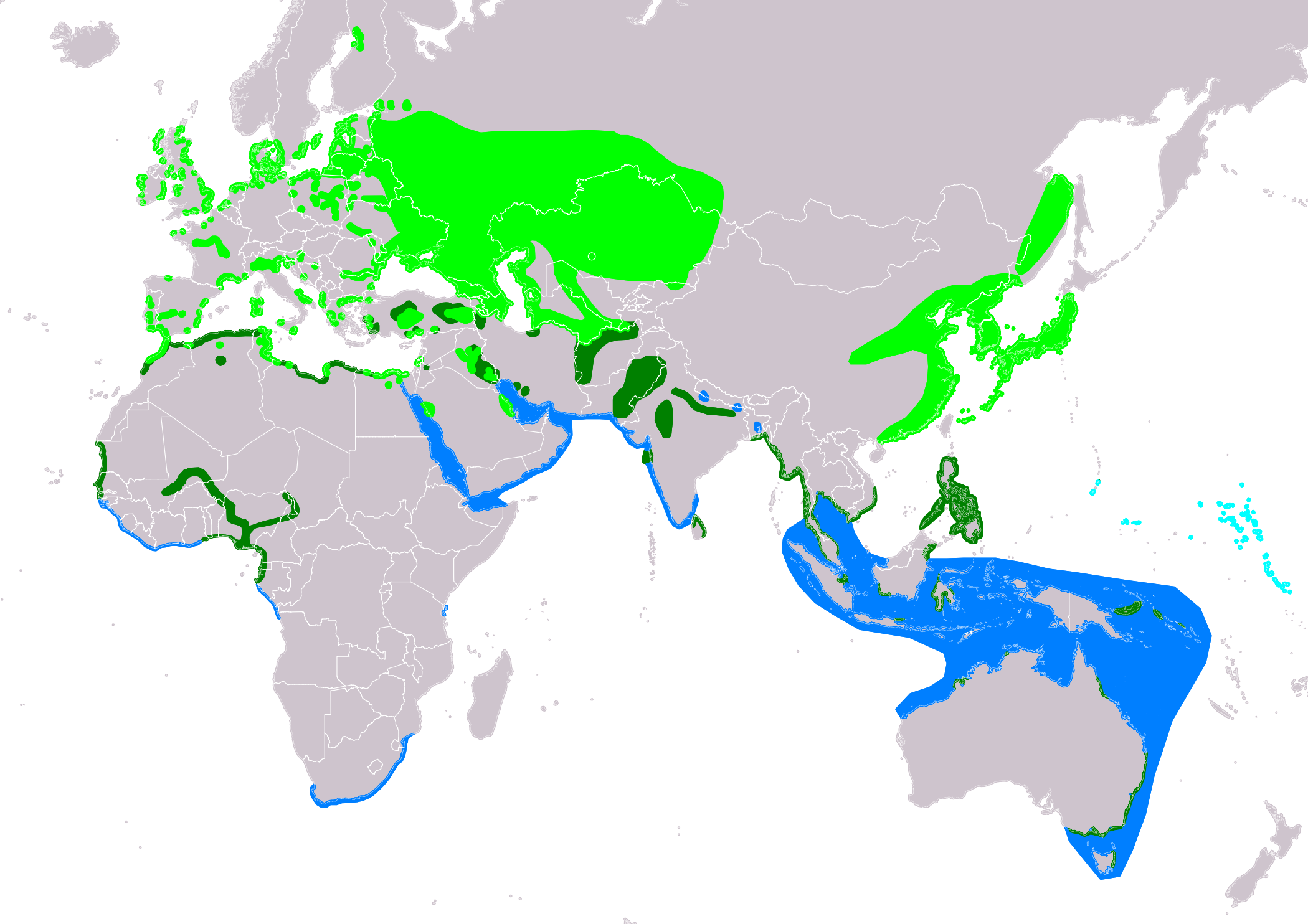
Répartition de la sterne naine ; en vert, résident permanent et zone de nidification ; en bleu, zone d'hivernage et non nicheur

## Protection
La Sterne naine bénéficie d'une protection totale sur le territoire français depuis l'arrêté ministériel du 17 avril 1981 relatif aux oiseaux protégés sur l'ensemble du territoire. Elle est inscrite à l'annexe I de la directive Oiseaux de l'Union européenne. Il est donc interdit de la détruire, la mutiler, la capturer ou l'enlever, de la perturber intentionnellement ou de la naturaliser, ainsi que de détruire ou enlever les œufs et les nids, et de détruire, altérer ou dégrader son milieu. Qu'elle soit vivante ou morte, il est aussi interdit de la transporter, colporter, de l'utiliser, de la détenir, de la vendre ou de l'acheter.

## Voix
"Kirri-kirri-kirri" aigu, rapide, souvent répété. 

## Alimentation
Pêche en plongeant vivement mais avec légèreté, après une succession de brefs vols sur place, souvent près du bord. 

## Nidification

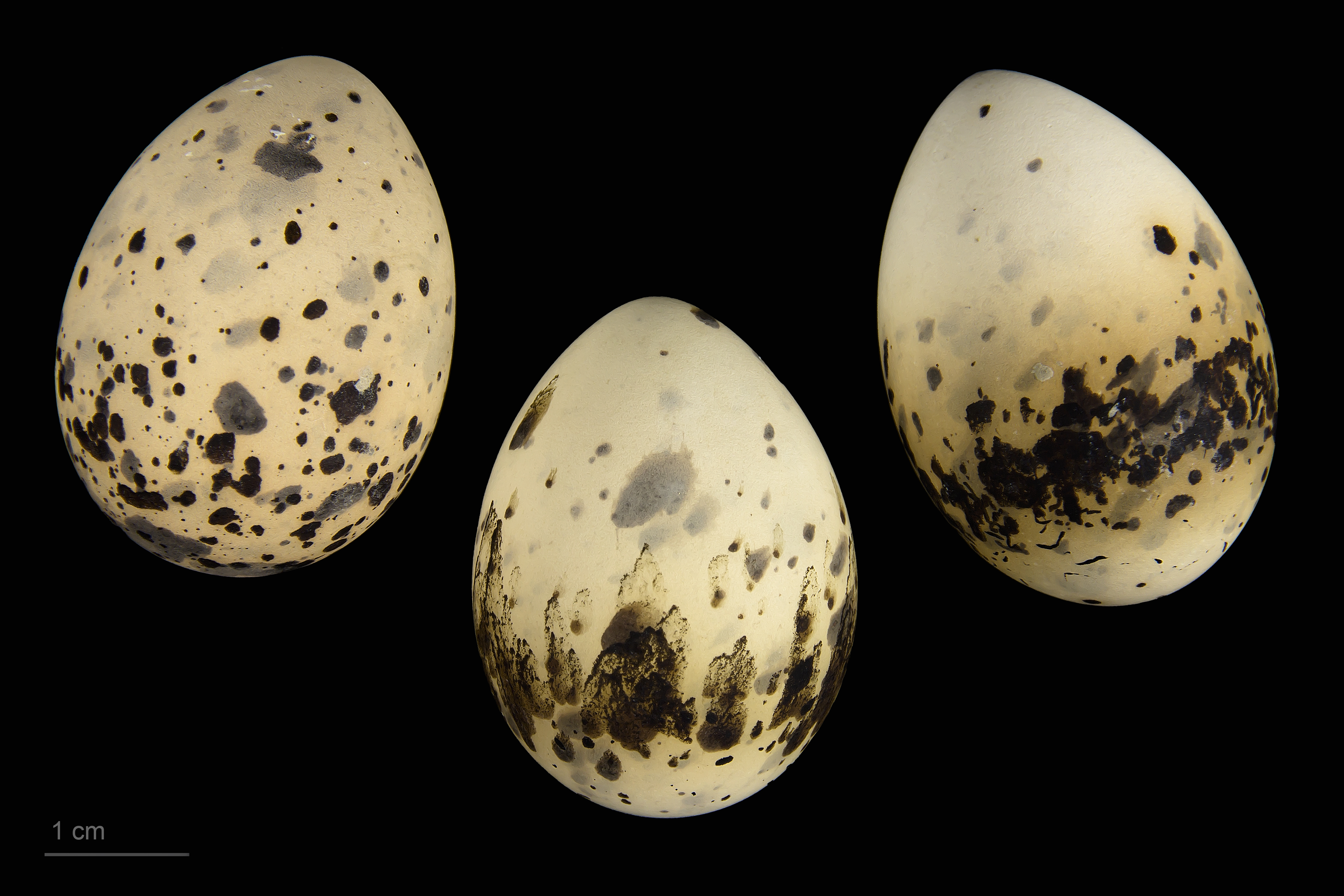
œufs de Sternula albifrons albifrons - Muséum de Toulouse

Creux dans le sable ou parmi les galets (2-3 œufs/1 ponte/mai-juin).

## Taxinomie
Selon la classification de référence du Congrès ornithologique international (15.1, 2025) elle se répartit en quatre sous-espèces (ordre philogénique) :
- S. a. albifrons (Pallas, 1764) — paléarctique occidental, Asie centrale et golfe Persique ;
- S. a. guineae (Bannerman, 1931) — rivages du basin du Niger, côte atlantique de la Mauritanie à la Casamance et du centre du golfe de Guinée ;
- S. a. sinensis (Gmelin, JF, 1789) — Asie orientale et méridionale, région des Îles ;
- S. a. placens Gould, 1871 — littoral de l'est de l'Australie et Tasmanie.